# Gerhard Hess (Intendant)
Gerhard Hess (* in Basel) ist ein in Deutschland lebender Schweizer Intendant und Regisseur.

## Leben, Arbeitsstationen
Gerhard Hess wurde in Basel geboren, besuchte die Schulen in Basel, Alexandrien und Zürich. Nach dem Studium von Romanistik und Theaterwissenschaft begann er seine Theaterlaufbahn als Dramaturg, Regieassistent und Regisseur am Ulmer Theater und anschließend als Regieassistent sowie als Regisseur am Nationaltheater Mannheim (Intendant Arnold Petersen). Nach drei Spielzeiten als freier Regisseur war er von 1980 bis 1984 Oberspielleiter des Schauspiels an den Bühnen der Landeshauptstadt Kiel (Generalintendant Horst Fechner).
Bundesweite Aufmerksamkeit erregte das Kieler Schauspiel in dieser Zeit durch seine zahlreichen Ur- und Erstaufführungen zeitgenössischer Autoren sowie die Wiederentdeckung von Ernst Barlachs „Die echten Sedemunds“.
Von 1984 bis 1998 war Gerhard Hess als freier Regisseur u. a. am Nationaltheater Mannheim, am Hessischen Staatstheater Wiesbaden, Saarländischen Staatstheater, Staatstheater Braunschweig, Staatstheater Nürnberg sowie am Theater Essen und am Theater Dortmund tätig.
Seit 1991 inszenierte er auch im Musiktheater.
Von 1998 bis 2013 war Gerhard Hess Intendant der Landesbühne Niedersachsen Nord in Wilhelmshaven.
Weiterhin setzt er seine Regietätigkeit fort und engagiert sich weiter in verschiedenen Funktionen im Deutschen Bühnenverein.

## Intendanz in Wilhelmshaven 1998–2013
Ziel der Arbeit von Gerhard Hess als Intendant war, auch in einem regionalen Theater dem „Publikum die heutige  inhaltliche und ästhetische Diskussion im deutschen Theater zuzumuten und zuzutrauen. Alles andere wäre blanker Zynismus“.
Hess beschäftigte sich mit zeitgenössischen Themen und Autoren, die zu zahlreichen Auftragsarbeiten führten. Dazu gehörte insbesondere die fünfzehnjährige Zusammenarbeit mit Katharina Gericke, die in dieser Zeit sieben Stücke für die Landesbühne schrieb.
Neben dem klassischen Kanon beschäftigte sich die Landesbühne mit zahlreichen verlorenen Stücken des Kulturerbes zeitlich zwischen Mysterienspielen und Widmanns „Maikäferkomödie“.
Auch auf dem Gebiet der Unterhaltung wurden neue Wege beschritten (UA „Der geschenkte Gaul“ von Hildegard Knef, UA „Meta, Norddeich“, UA „Ubu, König“ mit Mardi Gras.bb).
Das bereits bestehende Kinder- und Jugendtheater mit seiner theaterpädagogischen Abteilung wurde 1999 durch die Gründung des niederländisch-deutschen Festivals „vis-a-vis“ (erst in Emden, dann in Aurich) erweitert.
Der inhaltliche Anspruch dieses Programms war mit einer starken Akzeptanz durch das Publikum verbunden; dies wurde in der Fachpresse als „beispielhaft im schwierigen Geschäft der Landesbühnen und genaueres Hinsehen wert, auch für Stadt- und Staatstheater“ bezeichnet.
Überregionale Höhepunkte waren die Faustnominierung von Jan Steinbachs „Stella“, Gastspiele in Berlin (Gorkitheater) und Hamburg (Deutsches Schauspielhaus) sowie einer dreijährigen Kooperation mit dem teatr polski in Bydgosz.
Existenzbedrohende finanzielle Einschnitte durch die damalige Landesregierung konnten 2010 durch einen mit dem Einsatz aller (neuen) Medien geführten Kampf abgewendet werden.
Zu den Künstlern, die zeitweilig an der Landesbühne arbeiteten, gehörten u. a. die Regisseure Philipp Kochheim, Jan Steinbach, Eva Lange, Christian Hockenbrink, Andreas Ingenhaag, Ingo Putz, Reinhardt Friese und die Bühnenbildner Diana Pähler, Frank Albert und Matthias Nebel.

## Ehrenamtliche Tätigkeit
Gerhard Hess engagierte sich für die Sache des deutschen Theaters in zahlreichen Gremien (teilweise bis heute) des Deutschen Bühnenvereins wie dem Tarifausschuss, dem Ausschuss für künstlerische Fragen, dem Verwaltungsrat, der FAUST-Jury, als Beisitzer beim Bühnenoberschiedsgericht. Er gehört dem Verwaltungsrat der Versorgungsanstalt der Deutschen Bühnen an.

## Ehrungen
- Regiepreis des norddeutschen Theatertreffens für „Aloen“ 1982[7]
- Inthegapreise für die beste Tourneeaufführung erhielten seine Inszenierungen 1989 und 2015[8]
- Stadtmedaille für besondere Verdienste um die Stadt Wilhelmshaven 2013[9]
- Ehrenmitglied der Landesbühne Niedersachsen-Nord 2013[10]